# Elisabetta Gnone
Elisabetta Gnone (Gênova, 13 de abril de 1965) é uma escritora italiana. É mundialmente conhecida por ter criado a revista e a série em quadrinhos W.I.T.C.H., ao lado de Alessandro Barbucci e Barbara Canepa. Gnome também escreveu uma trilogia destinada a crianças, com os títulos Fairy Oak: Il segreto delle gemelle, L'incanto del buio e Il potere della luce. Ela também lançou quatro livros, que foram chamados de "The four mysteries": "The captain Grisam, and the love", "The wizard, days of Shirley", "Flox of the colors" e "Good-bye Fairy Oak".

## Obras

### SérieFairy Oak

#### Trilogia
- Il Segreto delle Gemelle (2005)
- L'Incanto del Buio (2006)
- Il Potere della Luce (2007)

#### The Four Mysteries
- Capitan Grisam e l'Amore (2008)
- Gli Incantevoli Giorni di Shirley Poppy (2009)
- Flox Sorride in Autunno (2009)
- Addio, Fairy Oak (2010)

#### Livros relacionados à série
- Un anno al villaggio - Il diario di Vaniglia e Pervinca (2011)
- La storia perduta (2020)
- Il destino di una fata (2021)

### Outros livros
- Olga di carta. Il viaggio straordinario (Salani, 2016)
- Olga di carta Jum fatto di buio. Le storie di Olga di carta (Salani, 2017)
- Misteriosa. Le storie di Olga di carta (Salani, 2018)